# Bugula ditrupae
Bugula ditrupae is een mosdiertjessoort uit de familie van de Bugulidae. De wetenschappelijke naam van de soort is voor het eerst geldig gepubliceerd in 1858 door Busk.